# Premiership de Nueva Zelanda 2017-18
La ISPS Handa Premiership 2017-18 fue la décima cuarta edición del máximo torneo futbolístico de Nueva Zelanda. Fue la segunda temporada consecutiva en contar con 10 equipos.
Al contrario de la edición anterior que fue auspiciada por Stirling Sports, ésta tomó su denominación de ISPS Handa. Comenzó el 22 de octubre y culminó con la final el 1 de abril, en la que el Auckland City obtuvo su séptimo título al derrotar por 1-0 al Team Wellington.

## Equipos
| Equipo                        | Ciudad       | Estadio               | Capacidad | Entrenador       | Año de ingreso |
| ----------------------------- | ------------ | --------------------- | --------- | ---------------- | -------------- |
| Auckland City Football Club   | Auckland     | Kiwitea Street        | 6000      | Ramon Tribulietx | 2004           |
| Canterbury United Dragons     | Christchurch | English Park          | 8000      | Willy Gerdsen    | 2004           |
| Eastern Suburbs               | Auckland     | Bill McKinlay Park    | 5000      | Danny Hay        | 2016           |
| Hamilton Wanderers            | Hamilton     | Porritt Stadium       | 2700      | Ricki Herbert    | 2016           |
| Hawke's Bay United            | Napier       | Bluewater Stadium     | 4000      | Brett Angell     | 2004           |
| Southern United Football Club | Dunedin      | Forsyth Barr Stadium  | 30 500    | Paul O'Reilly    | 2004           |
| Tasman United                 | Nelson       | Trafalgar Park        | 18 000    | Davor Tavich     | 2016           |
| Team Wellington               | Wellington   | David Farrington Park | 2000      | José Figueira    | 2004           |
| Waitakere United              | Waitakere    | Trusts Stadium        | 4900      | Chris Milicich   | 2004           |
| Wellington Phoenix Reserves   | Wellington   | Newtown Park          | 5000      | Chris Greenacre  | 2014           |

## Charity Cup
Como sucede desde 2011, se disputa Charity Cup, la supercopa neozelandesa, que involucra al campeón de la temporada anterior, en esta ocasión el Team Wellington, y el mejor clasificado de la fase regular, que esta vez fue el Auckland City. Fue la cuarta vez consecutiva que ambos clubes disputaron la copa, y la séptima participación del Auckland, que la jugó, hasta este momento, siempre desde su formación. En esta ocasión, el encuentro en lugar de ser un partido previo al inicio del torneo de liga, fue equivalente al partido entre los dos equipos que se disputó en el Newtown Park de Wellington válido también por la jornada 8 de la ISPS Handa Premiership. El Team Wellington ganó el partido por 3:1 y obtuvo su segundo título en la competición.
| 15 de octubre de 2017 | Team Wellington                               | 3:1 (1:1) | Auckland City | Newtown Park, Wellington |  |
|                       | Morgan 39' (a.g.) · Hilliar 77' · Stevens 88' |           | Bright 20'    |                          |  |

## Clasificación
|      | Equipo                  | PJ | G  | E | P  | GF | GC | Dif. | Pts. |
| ---- | ----------------------- | -- | -- | - | -- | -- | -- | ---- | ---- |
| 1.º  | Auckland City           | 18 | 12 | 4 | 2  | 41 | 12 | 29   | 40   |
| 2.º  | Team Wellington         | 18 | 11 | 4 | 3  | 39 | 20 | 19   | 37   |
| 3.º  | Canterbury United       | 18 | 11 | 3 | 4  | 35 | 20 | 15   | 36   |
| 4.º  | Eastern Suburbs         | 18 | 10 | 2 | 6  | 37 | 24 | 13   | 32   |
| 5.º  | Southern United         | 18 | 6  | 6 | 6  | 28 | 27 | 1    | 24   |
| 6.º  | Tasman United           | 18 | 6  | 5 | 7  | 34 | 39 | -5   | 23   |
| 7.º  | Waitakere United        | 18 | 5  | 4 | 9  | 30 | 34 | -4   | 19   |
| 8.º  | Hawke's Bay United      | 18 | 5  | 4 | 9  | 22 | 36 | -14  | 19   |
| 9.º  | Wellington Phoenix Res. | 18 | 4  | 3 | 11 | 27 | 53 | -26  | 15   |
| 10.º | Hamilton Wanderers      | 18 | 1  | 3 | 14 | 23 | 50 | -27  | 6    |

 PJ = Partidos jugados; G = Partidos ganados; E = Partidos empatados; P = Partidos perdidos;
GF = Goles anotados; GC = Goles recibidos; Dif = Diferencia de gol; Pts = Puntos
Orden de ubicación de los equipos: 1) Puntos; 2) Diferencia de gol; 3) Cantidad de goles anotados.
| \| \| Clasificación a los playoffs y a la Liga de Campeones de la OFC 2019 \| \| \| Clasificación a los playoffs \| |                                                                      |
| | Clasificación a los playoffs y a la Liga de Campeones de la OFC 2019 |
| | Clasificación a los playoffs                                         |

### Evolución de las posiciones
| Equipo / Fecha          | 01 | 02 | 03 | 04 | 05 | 06 | 07 | 08 | 09 | 10 | 11 | 12 | 13 | 14 | 15 | 16 | 17 | 18 |
| ----------------------- | -- | -- | -- | -- | -- | -- | -- | -- | -- | -- | -- | -- | -- | -- | -- | -- | -- | -- |
| Auckland City           | 9  | 4  | 2  | 1  | 1  | 1  | 1  | 1  | 2  | 2  | 3  | 3  | 1  | 1  | 1  | 1  | 1  | 1  |
| Canterbury United       | 5  | 7  | 8  | 8  | 8  | 8  | 8  | 6  | 6  | 4  | 4  | 4  | 4  | 4  | 4  | 4  | 3  | 3  |
| Eastern Suburbs         | 2  | 3  | 1  | 3  | 3  | 3  | 4  | 4  | 3  | 3  | 2  | 2  | 3  | 3  | 3  | 3  | 4  | 4  |
| Hamilton Wanderers      | 10 | 10 | 10 | 10 | 10 | 10 | 10 | 10 | 10 | 10 | 10 | 10 | 10 | 10 | 10 | 10 | 10 | 10 |
| Hawke's Bay United      | 7  | 5  | 5  | 4  | 6  | 7  | 7  | 8  | 9  | 8  | 7  | 7  | 7  | 7  | 8  | 8  | 7  | 8  |
| Southern United         | 4  | 6  | 7  | 6  | 5  | 5  | 5  | 7  | 7  | 7  | 8  | 8  | 8  | 8  | 6  | 6  | 6  | 5  |
| Tasman United           | 1  | 1  | 3  | 5  | 4  | 4  | 6  | 5  | 5  | 6  | 6  | 5  | 5  | 5  | 5  | 5  | 5  | 6  |
| Team Wellington         | 3  | 2  | 4  | 2  | 2  | 2  | 2  | 2  | 1  | 1  | 1  | 1  | 2  | 2  | 2  | 2  | 2  | 2  |
| Waitakere United        | 6  | 9  | 6  | 7  | 7  | 6  | 3  | 3  | 4  | 5  | 5  | 6  | 6  | 6  | 7  | 7  | 8  | 7  |
| Wellington Phoenix Res. | 8  | 8  | 9  | 9  | 9  | 9  | 9  | 9  | 8  | 9  | 9  | 9  | 9  | 9  | 9  | 9  | 9  | 9  |

## Resultados
| Fecha 1            | Fecha 1   | Fecha 1            | Fecha 1       | Fecha 1 |
| Local              | Resultado | Visitante          | Fecha         | Hora    |
| ------------------ | --------- | ------------------ | ------------- | ------- |
| Hamilton Wanderers | 1 - 4     | Tasman United      | 22 de octubre | 13:00   |
| Southern United    | 2 - 2     | Auckland City      | 22 de octubre | 14:00   |
| Team Wellington    | 1 - 3     | Eastern Suburbs    | 22 de octubre | 14:00   |
| Canterbury United  | 1 - 1     | Waitakere United   | 22 de octubre | 16:35   |
| Hawke's Bay United | 0 - 0     | Wellington Phoenix | 23 de octubre | 16:00   |

| Fecha 2            | Fecha 2   | Fecha 2            | Fecha 2       | Fecha 2 |
| Local              | Resultado | Visitante          | Fecha         | Hora    |
| ------------------ | --------- | ------------------ | ------------- | ------- |
| Wellington Phoenix | 2 - 5     | Team Wellington    | 28 de octubre | 14:00   |
| Hamilton Wanderers | 0 - 1     | Hawke's Bay United | 29 de octubre | 14:00   |
| Southern United    | 0 - 1     | Eastern Suburbs    | 29 de octubre | 14:00   |
| Canterbury United  | 0 - 3     | Tasman United      | 29 de octubre | 14:00   |
| Waitakere United   | 0 - 5     | Auckland City      | 29 de octubre | 16:35   |

| Fecha 3            | Fecha 3   | Fecha 3            | Fecha 3        | Fecha 3 |
| Local              | Resultado | Visitante          | Fecha          | Hora    |
| ------------------ | --------- | ------------------ | -------------- | ------- |
| Eastern Suburbs    | 2 - 1     | Hamilton Wanderers | 4 de noviembre | 14:00   |
| Hawke's Bay United | 1 - 1     | Team Wellington    | 5 de noviembre | 13:00   |
| Wellington Phoenix | 0 - 5     | Waitakere United   | 5 de noviembre | 14:00   |
| Tasman United      | 2 - 2     | Southern United    | 5 de noviembre | 14:00   |
| Auckland City      | 1 - 0     | Canterbury United  | 5 de noviembre | 16:35   |

| Fecha 4            | Fecha 4   | Fecha 4            | Fecha 4         | Fecha 4 |
| Local              | Resultado | Visitante          | Fecha           | Hora    |
| ------------------ | --------- | ------------------ | --------------- | ------- |
| Auckland City      | 6 - 0     | Hamilton Wanderers | 12 de noviembre | 13:15   |
| Team Wellington    | 2 - 1     | Tasman United      | 12 de noviembre | 14:00   |
| Eastern Suburbs    | 1 - 2     | Hawke's Bay United | 12 de noviembre | 14:00   |
| Waitakere United   | 1 - 2     | Southern United    | 12 de noviembre | 14:00   |
| Wellington Phoenix | 0 - 4     | Canterbury United  | 11 de febrero   | 14:00   |

| Fecha 5            | Fecha 5   | Fecha 5            | Fecha 5         | Fecha 5 |
| Local              | Resultado | Visitante          | Fecha           | Hora    |
| ------------------ | --------- | ------------------ | --------------- | ------- |
| Tasman United      | 0 - 0     | Waitakere United   | 18 de noviembre | 13:00   |
| Southern United    | 2 - 1     | Hawke's Bay United | 19 de noviembre | 11:00   |
| Canterbury United  | 6 - 0     | Eastern Suburbs    | 19 de noviembre | 14:00   |
| Auckland City      | 4 - 0     | Wellington Phoenix | 19 de noviembre | 14:00   |
| Hamilton Wanderers | 1 - 3     | Team Wellington    | 19 de noviembre | 16:35   |

| Fecha 6            | Fecha 6   | Fecha 6            | Fecha 6         | Fecha 6 |
| Local              | Resultado | Visitante          | Fecha           | Hora    |
| ------------------ | --------- | ------------------ | --------------- | ------- |
| Tasman United      | 2 - 2     | Eastern Suburbs    | 25 de noviembre | 13:00   |
| Auckland City      | 5 - 0     | Hawke's Bay United | 25 de noviembre | 14:00   |
| Wellington Phoenix | 2 - 2     | Southern United    | 25 de noviembre | 16:35   |
| Canterbury United  | 3 - 0     | Hamilton Wanderers | 26 de noviembre | 14:00   |
| Waitakere United   | 2 - 1     | Team Wellington    | 26 de noviembre | 14:00   |

| Fecha 7            | Fecha 7   | Fecha 7            | Fecha 7        | Fecha 7 |
| Local              | Resultado | Visitante          | Fecha          | Hora    |
| ------------------ | --------- | ------------------ | -------------- | ------- |
| Tasman United      | 0 - 2     | Wellington Phoenix | 3 de diciembre | 14:00   |
| Hawke's Bay United | 1 - 3     | Waitakere United   | 3 de diciembre | 14:00   |
| Team Wellington    | 2 - 0     | Canterbury United  | 3 de diciembre | 14:00   |
| Hamilton Wanderers | 2 - 2     | Southern United    | 3 de diciembre | 14:00   |
| Eastern Suburbs    | 0 - 2     | Auckland City      | 24 de enero    | 18:00   |

| Fecha 8            | Fecha 8   | Fecha 8            | Fecha 8         | Fecha 8 |
| Local              | Resultado | Visitante          | Fecha           | Hora    |
| ------------------ | --------- | ------------------ | --------------- | ------- |
| Team Wellington    | 3 - 1     | Auckland City      | 15 de octubre   | 15:00   |
| Eastern Suburbs    | 2 - 2     | Wellington Phoenix | 9 de diciembre  | 13:00   |
| Southern United    | 0 - 5     | Canterbury United  | 10 de diciembre | 14:00   |
| Tasman United      | 1 - 1     | Hawke's Bay United | 10 de diciembre | 14:00   |
| Hamilton Wanderers | 2 - 4     | Waitakere United   | 10 de diciembre | 16:35   |

| Fecha 9            | Fecha 9   | Fecha 9            | Fecha 9         | Fecha 9 |
| Local              | Resultado | Visitante          | Fecha           | Hora    |
| ------------------ | --------- | ------------------ | --------------- | ------- |
| Wellington Phoenix | 3 - 1     | Hamilton Wanderers | 16 de diciembre | 13:00   |
| Auckland City      | 0 - 3     | Tasman United      | 17 de diciembre | 14:00   |
| Team Wellington    | 0 - 0     | Southern United    | 17 de diciembre | 14:00   |
| Canterbury United  | 3 - 0     | Hawke's Bay United | 17 de diciembre | 14:00   |
| Waitakere United   | 0 - 2     | Eastern Suburbs    | 17 de diciembre | 16:35   |

| Fecha 10           | Fecha 10  | Fecha 10           | Fecha 10   | Fecha 10 |
| Local              | Resultado | Visitante          | Fecha      | Hora     |
| ------------------ | --------- | ------------------ | ---------- | -------- |
| Eastern Suburbs    | 2 - 0     | Southern United    | 6 de enero | 14:00    |
| Hawke's Bay United | 2 - 2     | Hamilton Wanderers | 7 de enero | 14:00    |
| Auckland City      | 2 - 2     | Waitakere United   | 7 de enero | 14:00    |
| Team Wellington    | 4 - 1     | Wellington Phoenix | 7 de enero | 14:00    |
| Tasman United      | 0 - 9     | Canterbury United  | 7 de enero | 16:35    |

| Fecha 11           | Fecha 11  | Fecha 11           | Fecha 11    | Fecha 11 |
| Local              | Resultado | Visitante          | Fecha       | Hora     |
| ------------------ | --------- | ------------------ | ----------- | -------- |
| Auckland City      | 1 - 1     | Southern United    | 13 de enero | 14:00    |
| Eastern Suburbs    | 2 - 1     | Team Wellington    | 13 de enero | 14:00    |
| Wellington Phoenix | 2 - 3     | Hawke's Bay United | 13 de enero | 16:35    |
| Tasman United      | 4 - 4     | Hamilton Wanderers | 14 de enero | 14:00    |
| Waitakere United   | 1 - 1     | Canterbury United  | 14 de enero | 14:00    |

| Fecha 12           | Fecha 12  | Fecha 12           | Fecha 12    | Fecha 12 |
| Local              | Resultado | Visitante          | Fecha       | Hora     |
| ------------------ | --------- | ------------------ | ----------- | -------- |
| Hamilton Wanderers | 3 - 5     | Eastern Suburbs    | 21 de enero | 14:00    |
| Southern United    | 2 - 4     | Tasman United      | 21 de enero | 14:00    |
| Canterbury United  | 1 - 2     | Auckland City      | 21 de enero | 14:00    |
| Waitakere United   | 1 - 2     | Wellington Phoenix | 21 de enero | 14:00    |
| Team Wellington    | 2 - 1     | Hawke's Bay United | 21 de enero | 16:35    |

| Fecha 13           | Fecha 13  | Fecha 13           | Fecha 13    | Fecha 13 |
| Local              | Resultado | Visitante          | Fecha       | Hora     |
| ------------------ | --------- | ------------------ | ----------- | -------- |
| Tasman United      | 1 - 4     | Team Wellington    | 27 de enero | 14:00    |
| Hawke's Bay United | 2 - 0     | Eastern Suburbs    | 28 de enero | 13:00    |
| Southern United    | 1 - 0     | Waitakere United   | 28 de enero | 14:00    |
| Canterbury United  | 5 - 1     | Wellington Phoenix | 28 de enero | 14:00    |
| Hamilton Wanderers | 0 - 1     | Auckland City      | 28 de enero | 16:35    |

| Fecha 14           | Fecha 14  | Fecha 14           | Fecha 14     | Fecha 14 |
| Local              | Resultado | Visitante          | Fecha        | Hora     |
| ------------------ | --------- | ------------------ | ------------ | -------- |
| Wellington Phoenix | 1 - 7     | Eastern Suburbs    | 4 de febrero | 14:00    |
| Tasman United      | 5 - 2     | Hawke's Bay United | 4 de febrero | 14:00    |
| Canterbury United  | 2 - 1     | Southern United    | 4 de febrero | 14:00    |
| Waitakere United   | 1 - 2     | Hamilton Wanderers | 4 de febrero | 14:00    |
| Auckland City      | 0 - 0     | Team Wellington    | 4 de febrero | 16:35    |

| Fecha 15           | Fecha 15  | Fecha 15           | Fecha 15      | Fecha 15 |
| Local              | Resultado | Visitante          | Fecha         | Hora     |
| ------------------ | --------- | ------------------ | ------------- | -------- |
| Hawke's Bay United | 0 - 3     | Auckland City      | 11 de febrero | 14:00    |
| Eastern Suburbs    | 3 - 0     | Tasman United      | 11 de febrero | 16:35    |
| Southern United    | 4 - 0     | Wellington Phoenix | 18 de febrero | 14:00    |
| Team Wellington    | 4 - 1     | Waitakere United   | 18 de febrero | 14:00    |
| Hamilton Wanderers | 0 - 2     | Canterbury United  | 18 de febrero | 16:35    |

| Fecha 16           | Fecha 16  | Fecha 16           | Fecha 16      | Fecha 16 |
| Local              | Resultado | Visitante          | Fecha         | Hora     |
| ------------------ | --------- | ------------------ | ------------- | -------- |
| Southern United    | 1 - 3     | Team Wellington    | 11 de febrero | 14:00    |
| Tasman United      | 0 - 1     | Auckland City      | 17 de febrero | 14:00    |
| Hamilton Wanderers | 1 - 2     | Wellington Phoenix | 24 de febrero | 14:00    |
| Hawke's Bay United | 2 - 4     | Canterbury United  | 25 de febrero | 16:35    |
| Eastern Suburbs    | 2 - 1     | Waitakere United   | 4 de marzo    | 16:35    |

| Fecha 17           | Fecha 17  | Fecha 17           | Fecha 17    | Fecha 17 |
| Local              | Resultado | Visitante          | Fecha       | Hora     |
| ------------------ | --------- | ------------------ | ----------- | -------- |
| Southern United    | 3 - 1     | Hamilton Wanderers | 10 de marzo | 14:00    |
| Wellington Phoenix | 2 - 3     | Tasman United      | 11 de marzo | 14:00    |
| Canterbury United  | 0 - 0     | Team Wellington    | 11 de marzo | 14:00    |
| Waitakere United   | 1 - 2     | Hawke's Bay United | 11 de marzo | 14:00    |
| Auckland City      | 1 - 0     | Eastern Suburbs    | 11 de marzo | 16:35    |

| Fecha 18           | Fecha 18  | Fecha 18           | Fecha 18    | Fecha 18 |
| Local              | Resultado | Visitante          | Fecha       | Hora     |
| ------------------ | --------- | ------------------ | ----------- | -------- |
| Eastern Suburbs    | 1 - 2     | Canterbury United  | 17 de marzo | 14:00    |
| Hawke's Bay United | 1 - 3     | Southern United    | 17 de marzo | 14:00    |
| Wellington Phoenix | 0 - 2     | Auckland City      | 17 de marzo | 16:45    |
| Waitakere United   | 5 - 3     | Tasman United      | 18 de marzo | 14:00    |
| Team Wellington    | 3 - 2     | Hamilton Wanderers | 18 de marzo | 14:00    |

## Playoffs

### Semifinales
| 24 de marzo de 2018, 14:00 | Auckland City                               | 4:0 (0:0) | Eastern Suburbs | Kiwitea Street, Auckland |                         |
|                            | Tade 57' 87' · McCowatt 71' · Wilkins 90+1' | Reporte   |                 | Árbitro(s): Chris Mills  | Árbitro(s): Chris Mills |

| 25 de marzo de 2018, 14:00 | Team Wellington | 1:0 (1:0) | Canterbury United | David Farrington Park, Wellington |                          |
|                            | Kayara 27'      | Reporte   |                   | Árbitro(s): Nick Waldron          | Árbitro(s): Nick Waldron |

### Final
| 1 de abril de 2018, 16:35 | Auckland City | 1:0 (0:0) | Team Wellington | North Harbour Stadium, Auckland                               |                                                               |
|                           | McCowatt 84'  | Reporte   |                 | Asistencia: 2196 espectadores Árbitro(s): Campbell-Kirk Waugh | Asistencia: 2196 espectadores Árbitro(s): Campbell-Kirk Waugh |

| Bandera de Nueva Zelanda          |
| Campeón Auckland City 7.mo título |

## Goleadores
Para decidir al goleador del torneo no se contabilizan los tantos anotados durante los playoffs.
| Jugador                                   | Equipo/s           | Goles | Partidos |
| ----------------------------------------- | ------------------ | ----- | -------- |
| Emiliano Tade                             | Auckland City      | 16    | 16       |
| Paul Ifill                                | Tasman United      | 12    | 15       |
| Andre de Jong                             | Eastern Suburbs    | 12    | 16       |
| Ryan de Vries                             | Auckland City      | 10    | 6        |
| Stephen Hoyle                             | Canterbury United  | 9     | 17       |
| Garbhan Coughlan                          | Southern United    | 8     | 13       |
| Jack-Henry Sinclair                       | Team Wellington    | 7     | 10       |
| Keegan Linderboom                         | Waitakere United   | 7     | 14       |
| Tommy Semmy                               | Hamilton Wanderers | 7     | 14       |
| Andrew Bevin                              | Team Wellington    | 7     | 16       |
| Callum McCowatt                           | Auckland City      | 7     | 18       |
| Derek Tieku                               | Eastern Suburbs    | 7     | 18       |
| Última actualización: 18 de marzo de 2018 |                    |       |          |